# البطولة العربية للسباحة
البطولة العربية للسباحة هي مسابقة سباحة يشرف عليها الاتحاد العربي للسباحة وتنظم كل سنتين.

## الدورات
| الدورة | السنة | المدينة       | الدولة                   | التاريخ        | المرتبة الأولى حسب الميداليات الذهبية |
| ------ | ----- | ------------- | ------------------------ | -------------- | ------------------------------------- |
|        | 2012  | عمان          | الأردن                   |                |                                       |
|        | 2014  | الدار البيضاء | المغرب                   | 4 - 7 سبتمبر   | الاتحاد المصري للسباحة                |
|        | 2016  | دبي           | الإمارات العربية المتحدة | 4 - 7 أبريل    | الاتحاد المصري للسباحة                |
|        | 2018  | رادس          | تونس                     | 12 - 15 يوليو  | الجامعة التونسية للسباحة              |
|        | 2021  | أبو ظبي       | الإمارات العربية المتحدة | 24 - 27 أكتوبر | الاتحاد المصري للسباحة                |
|        | 2022  | وهران         | الجزائر                  | 20 - 24 يوليو  |                                       |